# Sōichirō Yamamoto
Sōichirō Yamamoto (山本 崇一朗?, Yamamoto Sōichirō; Tonoshō, 31 maggio 1986) è un fumettista giapponese.
È noto per aver scritto e disegnato Non mi stuzzicare, Takagi!, In the Heart of Kunoichi Tsubaki e Soredemo Ayumu wa yosetekuru.

## Vita privata
Yamamoto è nato e cresciuto nella città di Tonoshō a Shōdoshima, un'isola che fa parte della prefettura di Kagawa. La sua città natale è poi stata l'ambientazione di Non mi stuzzicare, Takagi!.
Si è laureato alla facoltà d'arte dell'Università Seika di Kyoto.

## Carriera come fumettista

### Manga
- Non mi stuzzicare, Takagi! (2013–2023, serializzato su Monthly Shōnen Sunday)
- Fudatsuki no Kyoko-chan (2013–2016, serializzato su Monthly Shōnen Sunday)
- Ashita wa doyōbi (2014–2015, serializzato su Yomiuri Chūkōsei Shimbun)
- In the Heart of Kunoichi Tsubaki (2018–in corso, attualmente serializzato su Monthly Shonen Sunday)[2]
- Soredemo Ayumu wa yosetekuru (2019–in corso, serializzato su Weekly Shōnen Magazine)
- Kaijū no Tokage (2019–2020, serializzato su Bessatsu Shōnen Champion)[3]